# Engelbert von Brabeck (Domherr, † 1620)
Engelbert von Brabeck (* unbekannt; † 20. Dezember 1620) war kurfürstlicher Rat und Domherr in Münster.

## Leben

### Herkunft und Familie
Engelbert von Brabeck entstammte dem westfälischen Adelsgeschlecht von Brabeck, das seinen Ursprung im Vest Recklinghausen hatte. Er war der Sohn des Wolter von Brabeck und dessen Gemahlin Kiliana von Westhofen zu Letmathe und hatte sechs Geschwister: Walter (1577–1626 Domherr), Schonebeck (⚭ Anna von Letmathe, Sohn Johann war Domherr), Jürgen (Drost in Oer), Engelbert (Domherr in Speyer und Münster), Heinrich (Domherr 1615–1618) und Westhoff (⚭ Anna Ursula von Landsberg, deren Söhne Ludolf Walter, Jobst Edmund und Johann Ernst Domherren in Münster waren. Der Sohn Engelbert (* 1621) war Domherr in Hildesheim).

### Wirken
Im Jahre 1582 wurde Engelbert Domherr in Münster und leistete hier am 29. Juli 1595 seinen Amtseid als Dombursar. Am 17. Mai 1597 wurde er zum Propst des Alten Doms in Münster gewählt. Dieses Amt behielt er bis zu seinem Tode. Im Jahre 1613 wurde er vom Kurfürsten Ferdinand in die Kommission zur Wiederherstellung der katholischen Religion im Niederstift Münster berufen und bekleidete den Rang eines Fürstlichen Rats. Nach dem Tode des Domscholasters Heinrich Droste zu Vischering wählte ihn das Domkapitel am 27. Juli 1620 zu dessen Nachfolger. Engelbert wurde am 28. Dezember 1620 im Dom zu Münster begraben. Sein Epitaph befindet sich im Nordflügel des Kreuzgangs. In seinem Testament vom 23. Oktober 1616 hatte Engelbert festgelegt, dass Großteile seines Vermögens kirchlichen Einrichtungen zugutekommen sollen. Seine Geschwister bedachte er auch, darunter auch die Söhne seines verstorbenen älteren Bruders Johann.